# Richard "Humpty" Vission
Richard Gonzalez né le 24 mai 1969 à Toronto, plutôt connu sous son nom de scène Richard "Humpty" Vission, est un producteur, remixeur et DJ canadien de house music.